# DVCPRO
DVCPROは放送業務用デジタルビデオ規格の一つである。DV規格を基礎に松下電器産業（現・パナソニック）が開発、1996年に発表された。SMPTE 306M/307M/370M/371M、及びIEC 61834-1/-2においてD-7VTRとして標準化されている。現在は、ビデオカメラおよび録画・再生機器の生産、および録画用テープの販売は終了している。パナソニックの放送業務用機はP2へ移行している。

## カセット

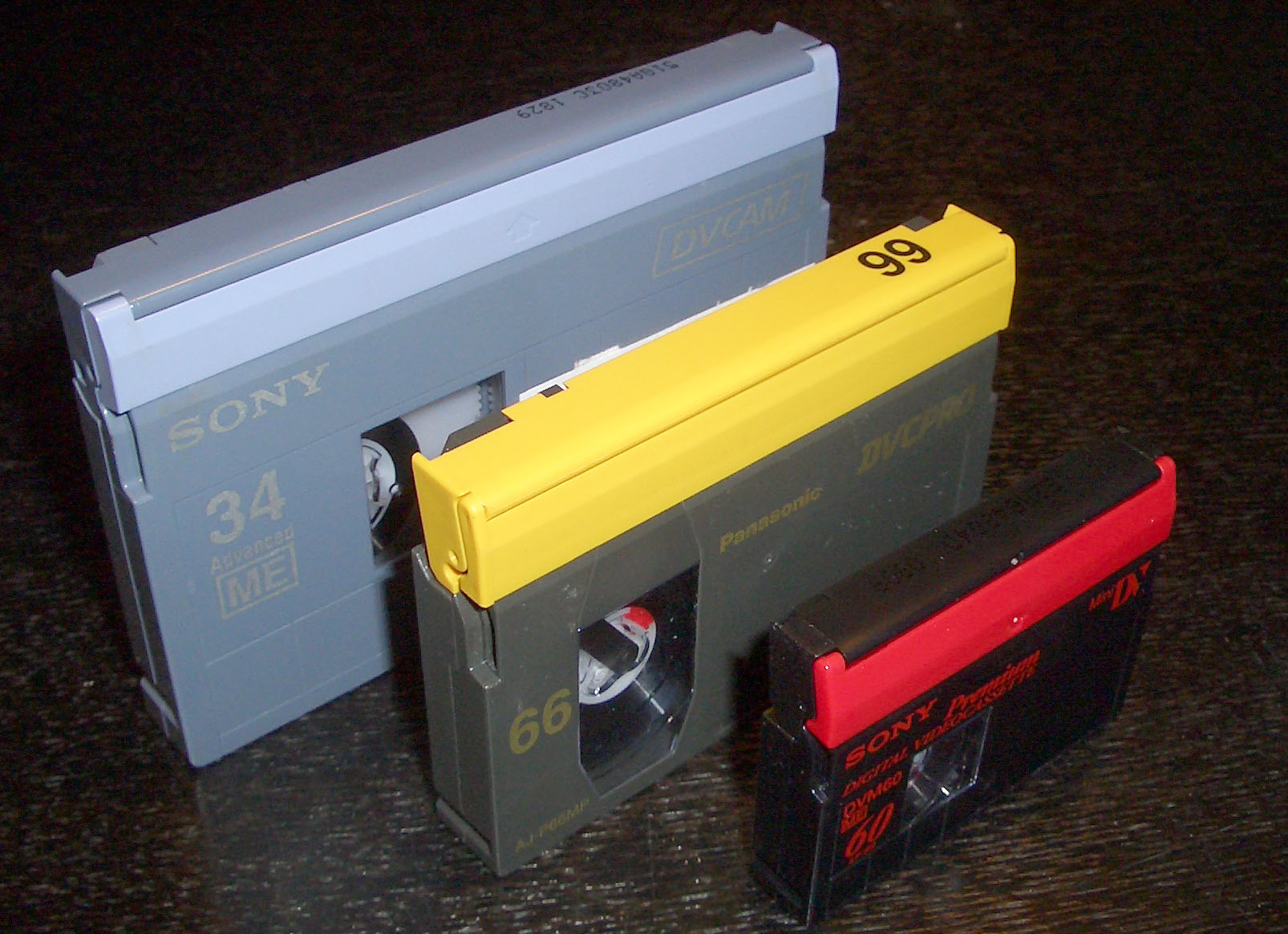
中央がDVCPRO Mカセット。
左はDVCAM Lカセット、右はMiniDVカセット。

ソニーDVCAM規格、およびDV規格ではメタル蒸着型（ME）テープが用いられているがDVCPROでは耐摩耗性・信頼性を考慮した結果、メタル塗布型（MP）テープが選択されている。
外形寸法は次のとおり。Mカセットは大体Hi8カセットと同じ大きさである。また、MiniDVカセットは使用されない。
Mカセット 97.5×64.5×14.6mm
Lカセット 125×78×14.6mm
XLカセット 172×102×14.6mm

## 圧縮方式
DV圧縮をベースにしたDCT、マクロブロック構造、データシャッフリングなどを特徴とするイントラフレーム圧縮方式を採用している。

## DVCPRO

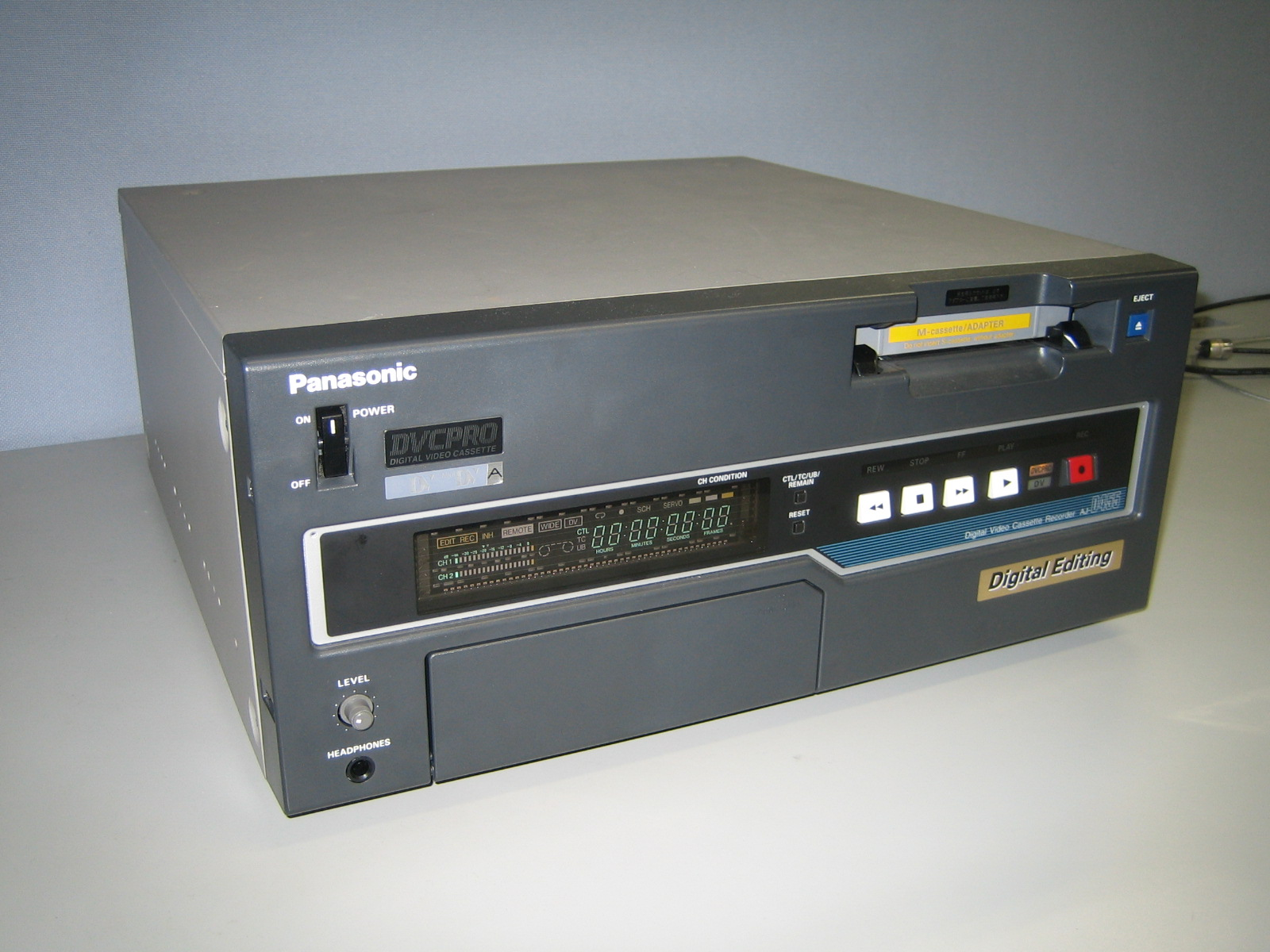
パナソニック DVCPROレコーダー AJ-D455

1996年発売。映像信号をコンポーネントデジタル8bit、YCbCr 4:1:1でサンプリングし、フレーム毎に圧縮をかけて記録する。上位規格との区別のためにDVCPRO25の名称も使われる。
映像データレートはDVと同じく、約25Mbps。圧縮方式はNTSCではDV互換だが、PALにおいてはDV互換ではない（DV規格では、PALで記録する際にYCbCr 4:2:0が使用される）。録画時間は126分（Lカセット）、66分（Mカセット）。
音声は2チャンネル、サンプリングレートは48kHz/16bit。ボディが黒、リッドが黄色のカセットを使う。

## DVCPRO50

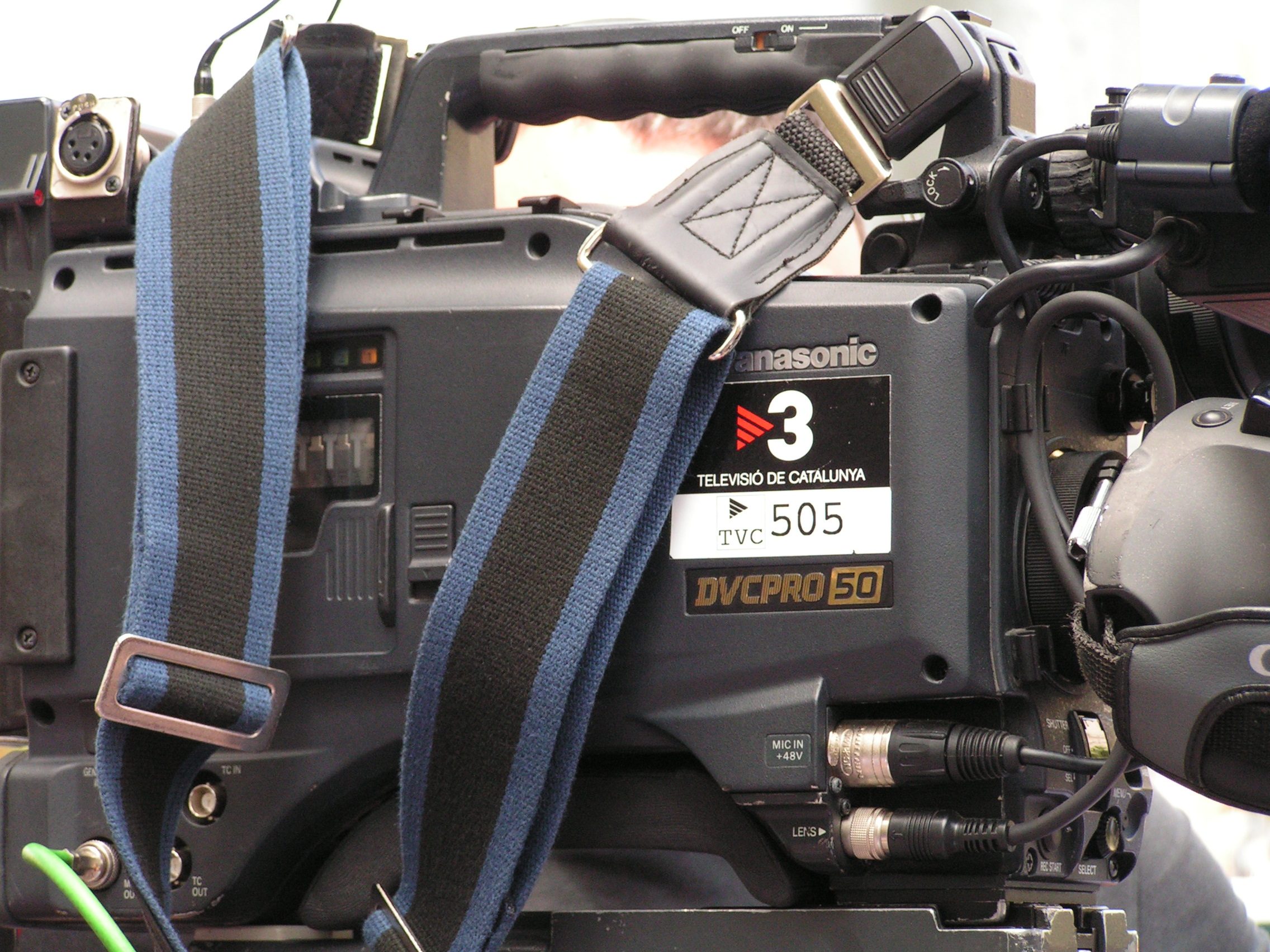
パナソニックのDVCPRO50カメラレコーダー

1998年発売。映像信号をコンポーネントデジタル8bit、YCbCr 4:2:2（クロマサンプリング周波数を2倍）でサンプリングし、フレーム毎に圧縮をかけて記録する。
映像データレートは約50Mbpsで、DVCPRO規格の2倍。その結果、テープ速度も2倍になり録画時間は126分（XLカセット）、63分（Lカセット）、33分（Mカセット）となる。
音声は4チャンネル、サンプリングレートは48kHz/16bit。カセットはボディが黒、リッドが青。

## DVCPRO HD
2000年発売。映像データレートをDVCPRO50のさらに倍にあたる約100Mbpsに高め1080/60i、1080/50i、720/60p、720/50pのHD映像の収録に対応した。映像信号は8bit コンポーネント。サンプリングはYCbCr 4:2:2と称されるが水平1280サンプリング記録であるため、他フォーマットと同等の比較をするのであれば2.7:1.3:1.3が実力値となる。1080/60iでは1280x1080ピクセル、1080/50iでは1440x1080ピクセル、720pでは960x720ピクセルで記録される。データレートの増大に応じてさらにテープスピードを速め、録画時間は63分（XLカセット）、32分（Lカセット）、16分（Mカセット）。
音声は8チャンネル、サンプリングレートは48kHz/16bit。カセットのボディは黒、リッドは赤。
特徴としては、720pモードにおける可変フレームレート記録が挙げられる。4〜60フレーム毎秒の範囲で、自由にフレームレートが設定できる。
撮影監督の阪本善尚が開発に関与したDVCPRO HDカメラである"VARICAM"（AJ-HDC27F）は映画『突入せよ! あさま山荘事件』での現場初投入以降、高いプログレッシブ性能が評価され映画やCMの制作に良く使われている。
2012年ロンドンオリンピックの公式記録ビデオとして採用されている。

## DVCPRO HD EX
2002年発売。DVCPRO HD-LP方式での倍密記録を実現しDVCPRO HDと同等の画質で記録時間を実現している。録画時間は126分（XLカセット）、64分（Lカセット）、33分（Mカセット）。